# Teresa Branna
Teresa Branna (ur. 24 maja 1980 w Karwinie) – czeska aktorka polskiego pochodzenia. 

## Życiorys
W 2004 ukończyła studia na PWST w Warszawie.
Będąc nastolatką, grała na Scenie Polskiej Czeskiego Cieszyna. Wzięła udział w ośmiu spektaklach jeszcze przed szkoła teatralną. Zagrała w trzech spektaklach dyplomowych: W piątek wieczorem Russella w reżyserii Glińskiej, Letnicy Gorkiego w reżyserii Korina, Iwona, księżniczka Burgunda Gombrowicza w reżyserii Zbigniewa Zapasiewicza. W tym ostatnim przypadła jej tytułowa rola Iwony.

## Wybrana filmografia
- 2001: Po
- 2002: Na jelenie jako Beata
- 2002: Kanał jako Lea
- 2003: Na Wspólnej jako kelnerka
- 2003–2004: Rodzinka jako koleżanka Alexa
- 2004–2006: Pensjonat pod Różą jako Sylwia Kwapisz, córka Bronisława
- 2004: Na dobre i na złe jako Sonia Adamiec
- 2005: Mistrz  jako Andżela
- 2007: Ordinace v růžové zahradě
- 2008: Soukromé pasti
- 2009: O království z nudlí a štěstí bez konce
- 2010: Zázraky života